# Slip On Through
A Slip On Through a The Beach Boys dala az együttes Sunflower című albumáról, melynek szerzője Dennis Wilson volt, noha a 2021-ben megjelent Feel Flows kiadványon társszerzőként Gregg Jakobsont is megjelölik. A dalnak pontos felvételi ideje nem ismert, valószínűleg 1969 októberének első felében vehették fel. Két hónappal a nagylemez megjelenése előtt a szám kislemezen is megjelent, B-oldalán a "This Whole World" című dallal. A kislemez nem került fel a slágerlistákra.
Brian Wilson így nyilatkozott a dalról: „Ez egy igazán lendületes dal. Dennisre nagyon büszke voltam, mert eléggé élvezte a dal felvételeit. Dennis nagyon érdekes, energikus dolgokat művelt ezen a dalon.”

## Külső hivatkozások
- YouTube-videó. YouTube